# Petametru
Petametrul (simbol SI Pm) este o unitate de măsură pentru lungime în sistemul metric egală cu 1015m sau 1012Km (un trilion de km).
Este folosită în spațiul cosmic.

### 1 petametru

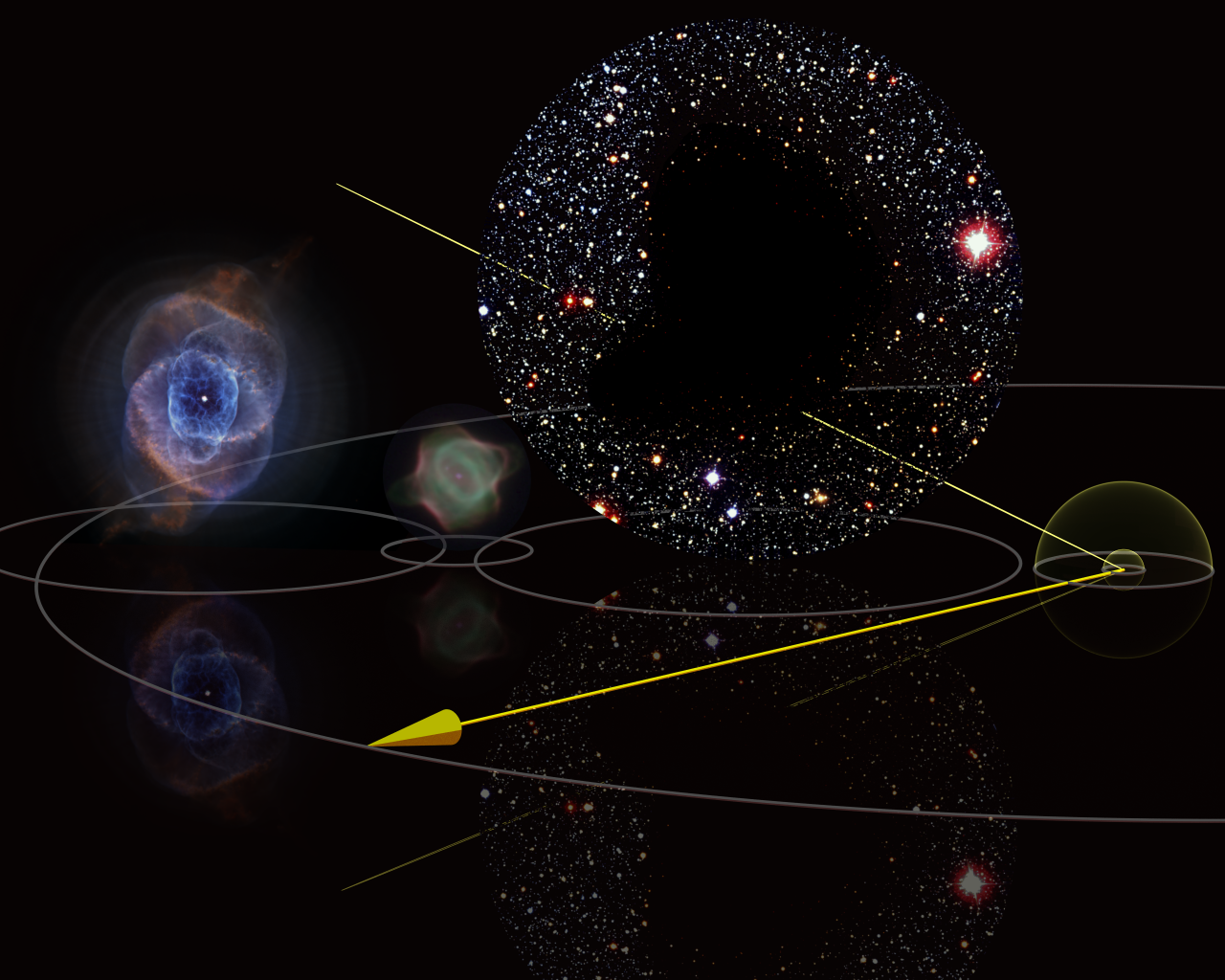
Cel mai mare cerc cu săgeata galbenă indică un an lumină de la Soare; Nebuloasa Ochi de Pisică în stânga și Barnard 68 în mijloc sunt reprezentate în fața orbitei cometei 1910 A1.

Pentru a ajuta la compararea diferitelor distanțe, această secțiune listează lungimi care încep de la 1015 m (1 Pm, adică 1 trilion de km sau 6685 de unități astronomice (AU) sau 0,11 ani-lumină):
- 1,0 Pm = 0,105702341 ani-lumină
- 1,9 Pm ± 0,5 Pm = 12.000 AU = 0,2 ani-lumină raza miezului interior al Nebuloasei Ochi de Pisică[1]
- 3,08568 Pm = 20.626 AU = 1 deciparsec
- 4,7 Pm = 30.000 AU = diametrul de jumătate de an-lumină al globulei Bok numită Barnard 68[2]
- 7,5 Pm – 50.000 UA – Limita exterioară posibilă a norului Oort (alte estimări sunt de la 75.000 la 125.000 sau chiar 189.000 UA, adică 1,18-2 și, respectiv, 3 ani-lumină)
- 9,5 Pm – 63.241,1 UA – Un an-lumină, distanța parcursă de lumină într-un an
- 9,9 Pm – 66.000 UA – Distanța la afeliu a cometei C/1999 F1 (Catalina)

### 10 petametri

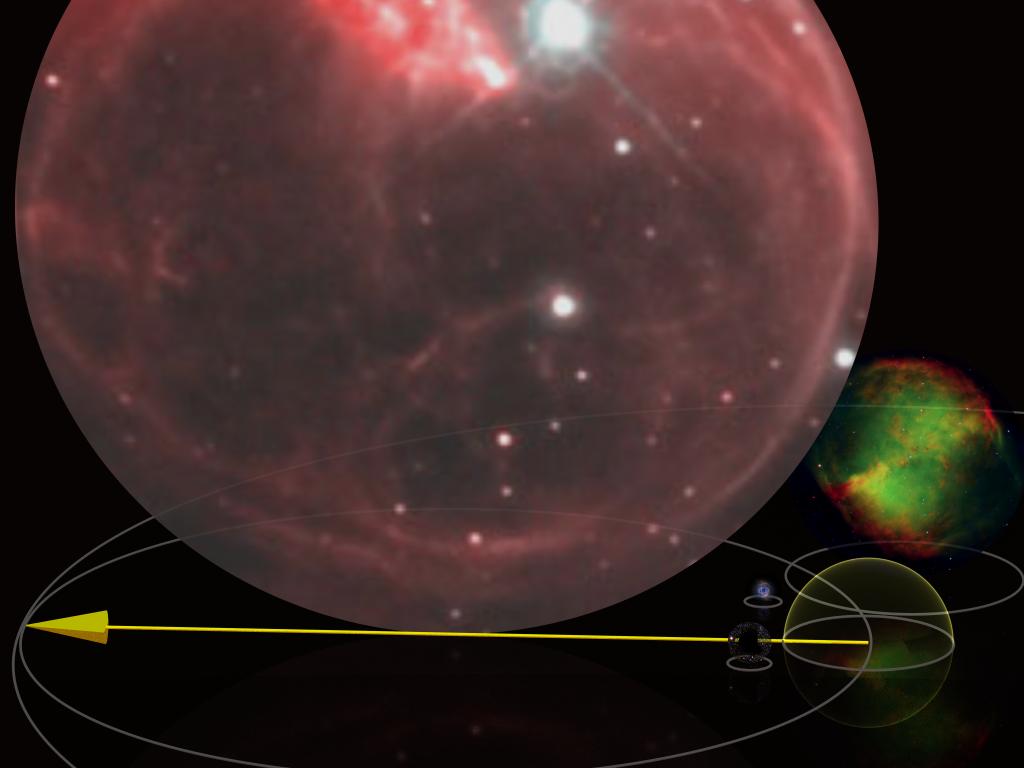
Obiecte cu ordinul mărimii 10^{16}m: cerc cu raza de zece ani-lumină (94,6 Pm); Nebuloasa Bubble (NGC 7635), la stânga; Nebuloasa Dumbbell (NGC 6853), la dreapta; o capsulă de 1 an-lumină în dreapta jos, cu nebuloasa mai mică Ochi de Pisică (NGC_6543) și Barnard 68 lângă aceasta.

Pentru a ajuta la compararea diferitelor distanțe, această secțiune listează lungimi care încep de la 1016 m (10 Pm sau 66.800 AU, 1,06 ani-lumină).
- 15 Pm – 1,59 ani-lumină – Posibila rază exterioară a norului Oort
- 20 Pm – 2,11 ani lumină – gradul maxim de influență al câmpului gravitațional al Soarelui[necesită citare]
- 30,9 Pm – 3,26 ani-lumină – 1 parsec
- 39,9 Pm – 4,22 ani-lumină – Distanța până la Proxima Centauri (cea mai apropiată stea de Soare)
- 81,3 Pm – 8,59 ani lumină – Distanța până la Sirius

### 100 de petametri
Pentru a ajuta la compararea diferitelor distanțe, această secțiune listează lungimi cuprinse între 1017 m (100 Pm sau 11 ani-lumină) și 1018 m (106 ani-lumină):
- 110 Pm – 12 ani-lumină – Distanța până la Tau Ceti
- 230 Pm – 24 de ani-lumină – Diametrul Nebuloasei Orion[3] [4]
- 240 Pm – 25 de ani-lumină – Distanța până la Vega
- 260 Pm – 27 de ani-lumină – Distanța până la Chara, o stea aproximativ la fel de strălucitoare ca Soarele. Slaba ei strălucire oferă o idee despre cum ar apărea Soarele, atunci când este privit de la acea distanță.
- 308,568 Tm – 32,6 ani-lumină – 1 decaparsec
- 350 Pm – 37 de ani-lumină – Distanța până la Arcturus
- 373,1 Pm – 39,44 ani-lumină – Distanța față de TRAPPIST-1, o stea (descoperită recent) cu 7 planete în jurul ei
- 400 Pm – 42 de ani-lumină – Distanța până la Capella
- 620 Pm – 65 de ani-lumină – Distanța până la Aldebaran
- 750 Pm – 79,36 ani-lumină – Distanța până la Regulus
- 900 Pm – 92,73 ani-lumină – Distanța până la Algol